# 張汝弼 (民國)
张汝弼（1898年—1995年），贵州贵阳人。中華民國軍人。
国民革命军第九十军第五十三师少将师长。曾任中央军校第七分校（西安分校）高级教官。民國三十八年（1949年）12月在成都宣佈投靠中國共產黨。

## 荣誉

### 中华民国勋章奖章
- 四等云麾勋章（1948年12月1日批准[1]）